# Luis Rafael Méndez
Luis Rafael Méndez (San Francisco de Macorís, 8 de octubre de 1950) es un piloto dominicano de automovilismo de velocidad, el más laureado de República Dominicana, con una trayectoria de más de 30 años consiguiendo varios campeonatos nacionales e internacionales.

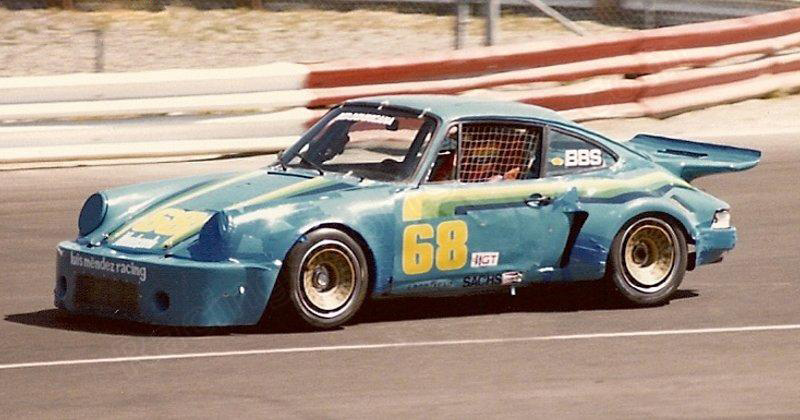
Luis Rafael Mendez a bordo del Porsche 911 Carrera RSR en Portland, 1980.

## Inicios en República Dominicana

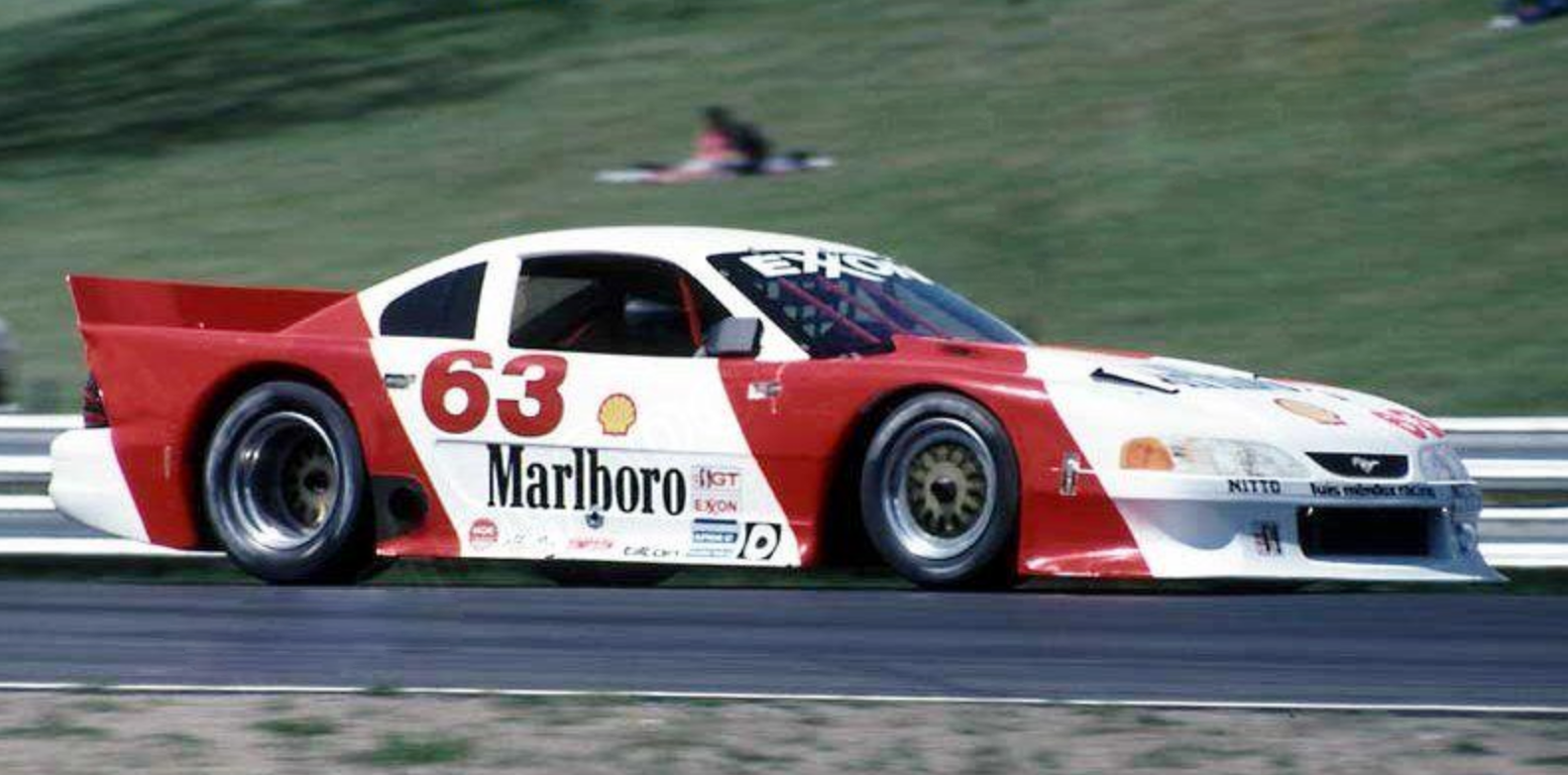
Luis Rafael Mendez a bordo del Ford Mustang GTS, Sebring 1995

Méndez se inició en los deportes motor compitiendo en motos en la ruta Santiago-La Vega a la edad de 14 años, luego pasa a los autos, a mediados del año 1965 con un Fiat 2300. Su debut en carreras de circuito llegó en 1970 al correr en San Isidro y el desaparecido Circuito Internacional La Cumbre, por la misma época también compitió en Jamaica. 
Fue parte de la época dorada del automovilismo dominicano junto a figuras como Adriano Abreu, Tony Canahuate y Luis "Manen" Méndez, a mediados de los años ochenta y finales de los noventa. Conquistó el Campeonato Nacional en más de 15 ocasiones.

## Estados Unidos
Compitió desde 1976 en la serie IMSA, categoría GTO, siendo el primer latinoamericano en ganar un campeonato (1980) de Estados Unidos, además es de los pocos pilotos dominicanos que ha competido en míticos circuitos como Sebring, Road America, Daytona y Watkins Glens.
Centroamérica y el Caribe:
En Costa Rica ganó en seis ocasiones "Las Tres Horas de Costa Rica" (1982, 83, 84, 87, 89 y 90) y las carreras de GT en dos (1991 y 92). Fue Campeón Centro Americano en 1990, 1992 y ganador del Campeonato GTO de Puerto Rico 1991.

## Reconocimientos y Palmarés
- "Automovilista del Siglo" por la Federación Internacional del Automóvil, NACAM FIAT/México.
- Miembro al Pabellón de la Fama del Automovilismo Dominicano.

- Campeón de la Categoría GTO serie IMSA (International Motor Sport  Association) en el 1980. Siendo el primer Latinoamericano en Lograrlo.
- 4 Victorias y 19 Podiums en IMSA.
- Ganador del Campeonato GTO de Puerto Rico 1991.
- 6 veces Campeón del Gran Prix Las Tres Horas de Costa Rica. 1982,’83,’84,’87,’89,90.
- 5 veces Campeón del Gran Prix 250 KM Kodak en Costa Rica.  1992
- Campeón Centro Americano GTO 1990 – 1991 -1992
- Ganador del Campeonato GTO de República  Dominicana.
- Campeón de la Serie GT Marlboro de las Américas en el '93.
- Quinto Lugar en el “Mazda International Challenge”